# 留德略特斯德拉塞尔瓦
留德略特斯德拉塞尔瓦，是西班牙加泰罗尼亚赫罗纳省的一个市镇。总面积13平方公里，总人口1584人（2001年），人口密度122人/平方公里。